# Euphyia similata
Euphyia similata är en fjärilsart som beskrevs av Walker 1862. Euphyia similata ingår i släktet Euphyia och familjen mätare. Inga underarter finns listade i Catalogue of Life.